# بيتسي ديفين
بيتسي ديفين (بالإنجليزية: Betsy Devine)‏ هي صحفية ومؤلفة أمريكية، ولدت في 1946.

## وصلات خارجية
- الموقع الرسمي